# Mouse Trouble
Mouse Trouble é um filme de animação em curta-metragem estadunidense de 1944 dirigido e escrito por William Hanna e Joseph Barbera. Venceu o Oscar de melhor curta-metragem de animação na edição de 1945.